# Tikrit
Tikrit là một thành phố Iraq, nằm 140 km về phía tây bắc Baghdad bên sông Tigris. Thành phố, với dân số ước tính năm 2002 khoảng 260.000 người, là trung tâm hành chính của tỉnh Salah ad Din.
Tikrit (tiếng Ả Rập: تكريت Tikrīt, Syriac: ܬܓܪܝܬ Tagriṯ) đôi khi được dịch là Takrit hoặc Tekrit, là một thành phố ở Irac, cách thủ đô Baghdad 140 km (87 dặm) về phía tây bắc và cách Mosul trên đông nam 220 km Sông Tigris. Đây là trung tâm hành chính của tỉnh Saladin. Vào năm 2012, nó đã có dân số 160.000 người. 
Trong những năm gần đây, thành phố này đã là địa điểm xung đột tích lũy trong Trận Tikrit thứ hai từ tháng 3 đến tháng 4 năm 2015, dẫn đến việc di dời 28.000 thường dân. Chính phủ Iraq giành lại quyền kiểm soát thành phố từ Nhà nước Hồi giáo vào ngày 31 tháng 3 năm 2015.

## Lịch sử

### Thời cổ đại
Là một pháo đài dọc theo sông Tigris (Akkadian: Idiqlat), thành phố này được nhắc đến lần đầu tiên vào mùa thu Assyria Chronicle như là nơi trú ngụ của vị vua Babylon Nabopolassar trong cuộc tấn công vào thành phố Assur năm 615 trước Công nguyên.
Tikrit thường được xác định là vùng định cư Hy Lạp Birtha..

### Tikrit Kito giáo
Cho đến thế kỷ thứ 6, Kitô giáo trong Đế chế Sasanian chủ yếu là chất nhuộm dưới Giáo hội Đông phương, tuy nhiên, do công việc truyền giáo của Miaphysite, Tikrit đã trở thành trung tâm chính của Miaphysite (Orthodox Christian) dưới thời giám mục đầu tiên, Ahudemmeh, năm 559. Dưới Marutha của Tikrit, đạo đức đã được nâng lên thành một maphrianate và thẩm quyền giáo hội của thành phố mở rộng đến trung tâm châu Á.
Thành phố vẫn chủ yếu là Kitô giáo chính thống Syria chính thống trong những thế kỷ đầu tiên của luật lệ Hồi giáo và đã trở nên nổi tiếng như là một trung tâm quan trọng của văn học Syriac và Christian Arab. Một số Kitô hữu nổi tiếng từ thành phố bao gồm giám mục Quriaqos của Tagrit người lên ngôi để trở thành Tổ phụ của Nhà thờ Chính thống Syria, các nhà thần học Abu Zakariya Denha và Abu Raita, và dịch Yahya ibn Adi.
Từ thế kỷ thứ chín, Kitô hữu bắt đầu di chuyển về phía bắc do các biện pháp hạn chế của một số thống đốc Hồi giáo. Nhiều người định cư tại Mosul và các ngôi làng ở Nineveh Plains, đặc biệt là Bakhdida, cũng như Tur Abdin. Cộng đồng Kitô giáo đã nhận được một thất bại khi thống đốc ra lệnh phá hủy nhà thờ chính được biết đến phổ biến như là "Nhà thờ Xanh" năm 1089, người Maphrian và một số Kitô hữu Tikrit phải di chuyển đến Tu Viện Mar Mattai, nơi có một ngôi làng tên là Merki Được thành lập ở thung lũng dưới tu viện. Một thống đốc khác cho phép xây dựng lại nhà thờ. Tuy nhiên, sự bất ổn trở lại và các maphrian chuyển vô thời hạn để Mosul vào năm 1156.
Bất kể, thành phố vẫn là một trung tâm quan trọng của Nhà thờ Chính thống Syriac cho đến khi bị phá hủy bởi Timur vào cuối thế kỷ 14. Một sự hiện diện của Cơ đốc nhân đã không tồn tại trong thành phố kể từ thế kỷ 17.

### Tikrit Trung cổ
Thị trấn này cũng là quê hương của bộ tộc Cơ đốc giáo Ả-rập của Iyad. Người Ả rập trong thị trấn bí mật giúp đỡ người Hồi giáo khi họ vây thành phố. Người Hồi giáo đã vào Tikrit vào năm 640, sau đó được coi là một phần của tỉnh Jazira, sau đó nó được coi là thuộc về Iraq bởi các nhà địa lý Ảrập.
Triều đại Uqaylid Ả Rập nắm giữ Tikrit năm 1036. Khoảng năm 1138, Saladin được sinh ra ở đó. Tỉnh hiện đại mà Tikrit là thủ đô được đặt theo tên của ông.
Thành phố này đã bị Timur tàn phá vào thế kỷ 14. Trong thời kỳ Ottoman Tikrit tồn tại như một khu định cư nhỏ thuộc về Rakka Eyalet và dân số của nó không bao giờ vượt quá 4.000-5.000.

### Tikrit đương đại

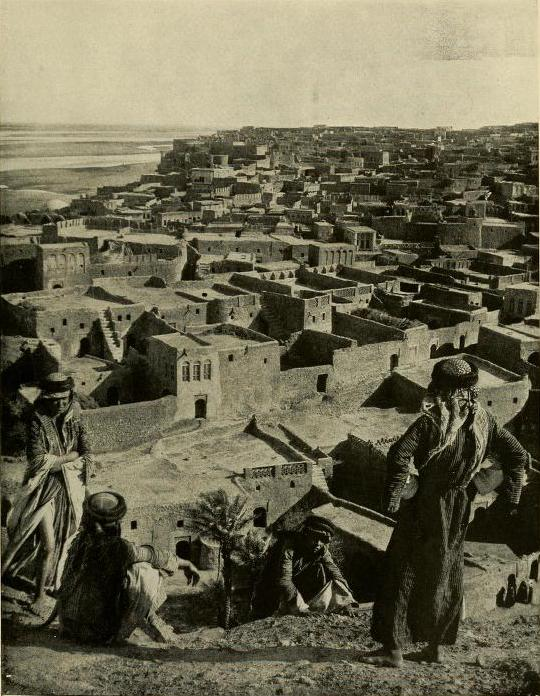
Tikrit khoảng năm 1914

Tháng 9 năm 1917, lực lượng Anh [Anh Quốc] đã chiếm thành phố này trong thời kỳ tiến bộ lớn chống đế chế Ottoman trong Chiến tranh thế giới lần thứ nhất.
Cộng đồng người Do Thái Tikriti hầu hết đã biến mất vào năm 1948. Khi thời Saddam Hussein lên nắm quyền, chỉ có hai gia đình Do Thái trong thành phố.
Thành phố này là nơi sinh của Saddam Hussein]. Nhiều thành viên cấp cao của chính phủ Iraq trong thời kỳ cai trị của ông ta đã được rút ra từ bộ tộc Tikriti của Saddam, Al-Bu Nasir (Al-Bu Nasir, Al-Bu Nasir), cũng như các thành viên của đảng Cộng hòa Iraq Guard]], chủ yếu là vì Saddam dường như cảm thấy rằng ông có thể dựa nhiều nhất vào người thân và đồng minh của gia đình mình. Sự thống trị của Tikriti của chính phủ Iraq đã làm Hussein trở nên xấu hổ, và năm 1977, ông bãi bỏ việc sử dụng các họ ở Irac để che giấu sự thật là rất nhiều người ủng hộ chính của ông mang cùng họ là 'al-Tikriti' Saddam Hussein được chôn cất gần Tikrit ở quê nhà Owja sau khi bị treo cổ vào ngày 30 tháng 12 năm 2006.